# Darryl Samson
Darryl Samson (sinh ngày 25, tháng 8, năm 1952) là một cựu cầu thủ bóng đá quốc tế người Canada, từng chơi ở vị trí tiền vệ.
Sau khi chơi bóng đá cho đại học UBC Thunderbirds, ông chơi ở cấp câu lạc bộ cho Vancouver Whitecaps.
Sau đó, ông làm việc như một giáo viên trung học và cố vấn, như một nhà trị liệu, và can thiệp vào ma túy và rượu.